# Tina Bachmann (landhockeyspelare)
Tina Bachmann, född den 1 augusti 1978 i Mainz, Tyskland, är en tysk landhockeyspelare.
Hon tog OS-guld i damernas landhockeyturnering i samband med de olympiska landhockeytävlingarna 2004 i Aten.